# Jayucunino
Jayucunino är en ort i Mexiko.   Den ligger i kommunen San Antonio Sinicahua och delstaten Oaxaca, i den sydöstra delen av landet, 300 km sydost om huvudstaden Mexico City. Jayucunino ligger 2 322 meter över havet och antalet invånare är 102.
Terrängen runt Jayucunino är lite bergig. Runt Jayucunino är det ganska glesbefolkat, med 47 invånare per kvadratkilometer. Närmaste större samhälle är Heroica Ciudad de Tlaxiaco, 18,0 km nordväst om Jayucunino. I omgivningarna runt Jayucunino växer huvudsakligen savannskog.